# Xaniona auriceps
Xaniona auriceps är en insektsart som först beskrevs av Curtis 1829.  Xaniona auriceps ingår i släktet Xaniona och familjen dvärgstritar.
Artens utbredningsområde är Storbritannien. Inga underarter finns listade i Catalogue of Life.